# HD 75523
HD 75523，又名BD+45 1649，SAO 42580、HR 3509，是一颗恒星，视星等为5.99，位于銀經175.13，銀緯39.71，其B1900.0坐标为赤經8h 45m 23.8s，赤緯+45° 39.71′ 15″。